# أوكسيودون / باراسيتامول
أوكسيودون / باراسيتامول، المعروف أيضًا باسم أوكسيكودون / أسيتامينوفين، ويباع تحت الاسم التجاري بيركوسيت من بين أسماء أخرى، هو مزيج من الأفيون أوكسيكودون مع الباراسيتامول (أسيتامينوفين) ، ويستخدم لعلاج الآلام المتوسطة والشديدة على المدى القصير. يأتي في تركيبات إطلاق فوري للمادة الفعالة وإطلاق ممتد أيضا. يؤخذ عن طريق الفم.
تشمل الآثار الجانبية الشائعة الغثيان والدوار. قد تشمل الآثار الجانبية الأخرى الإدمان، والنعاس، والحكة، والإمساك، وصدمة الحساسية، وانخفاض ضغط الدم، وانخفاض التنفس. قد يؤدي الاستخدام أثناء الحمل إلى متلازمة انسحاب الأطفال حديثي الولادة من المواد الأفيونية.
تمت الموافقة على التركيبة للاستخدام الطبي في الولايات المتحدة في عام 1976. وهي مادة خاضعة للرقابة في الجدول الثاني في الولايات المتحدة. وهو متوفر كدواء عام . في الولايات المتحدة ، تبلغ تكلفة 90 حبة منه حوالي 22 دولارًا أمريكيًا اعتبارًا من عام 2020.